# Valencià de l'Horta
El valencià de l'Horta és la forma que tenen els parlants del valencià central o apitxat, que viuen només en la comarca natural de l'Horta de València

## Característiques fonètiques del valencià de l'Horta
- La pronunciacio de la palatal africada sonora com una palatal africada sorda.
- La pronunciacio de l'alveolar fricativa sonora com una sibilant fricativa sorda.
- La pronunciacio de la labiodental fricativa sonora com una bilabial oclusiva sonora.
- Moltes e- atones en posicio inicial de paraula es transformen en a- davant de les vocals o consonants següents: -ix- aixugar (per eixugar), aixir (per eixir). -m- embarcat (per embarcat), ampolsegar (per empolsegar). -n- ancauar (per encauar), anfarinat (per enfarinat). -s- ascala (per escala), aspill (per espill).
- Caiguda de -e- pretònica per contacte en una -r-: v’ritat per veritat, fredat per feredat, alc’ria per alqueria.
- Es produix un tancament de e en i per contacte en una consonant palatal: 'dijú' per dejú, 'sinyor', per senyor, 'ginoll' per genoll, 'minjar' per menjar, 'lligir' per llegir etc.
- La o- àtona inicial sol pronunciar-se au-: 'aufegar' per ofegar, 'aulor' per olor, 'aulorar' per olorar, 'aubrir' o 'aurir' per obrir.
- Segrega una -i- de la prepalatal fricativa sorda: eixemple, eixercici, eixercit, eixecutar' i no exemple, exercici, exercit, executar.

## Característiques del valencià de l'Horta
- Naturalment, en esta zona s'ha utilitzat els articles definits masculins lo i los, però actualment a causa de la normalització lingüística, se fan servir només en algunes frases fetes i locucions com tot lo món o tots los dies (vulgarment totes les dies).
- Ús indistint de les formes arribar i aplegar, sent aquesta última una forma autòctona i genuïna en el País Valencià.
- Els substantius que designen qualitats abstractes tenen la terminació -ea: bellea, perea (pereós), etc.
- Distinció de gènere, comú en tot el valencià: periodiste i periodista, ocultiste i ocultista.